# Cantón Gualaceo
Gualaceo, oficialmente Santiago de Gualaceo, es un cantón oriental de la provincia de Azuay, en Ecuador. Está ubicado a una distancia de 35 kilómetros de la capital provincial Cuenca.  Limita al norte con los cantones Paute y Guachapala; al este con los cantones El Pan y Limón Indanza, en la provincia de Morona Santiago; al sur con los cantones Chordeleg y Sígsig; y al oeste con el cantón Cuenca. Tiene una superficie de 349,78 km²  y se encuentra atravesada por los ríos: Santa Bárbara, San Francisco, Shío, San José y Guaymincay.
El cantón está dividido en nueve parroquias, ocho rurales y una urbana. Su orografía es irregular y entre sus cumbres destacan: Tres Cruces, Capzha, Zharbán, Callasay, Pagrán, Zhordan, Sumblid, Maylas Collay y Huinzhún. En las partes más bajas la altura territorial alcanza los 2100 metros sobre el nivel del mar, mientras que en sus páramos de mayor altitud consigue una elevación cercana a los 4000 metros sobre el nivel del mar.
Acorde al censo de población y vivienda efectuado en el año 2010, Gualaceo tiene un total de 42.709 habitantes, 19.481 hombres y 23.228 mujeres. La parroquia urbana de Gualaceo es la de mayor población con 13.981 habitantes en la cabecera urbana y 7.462 en la periferia. La proyección de la población según el INEC para el año 2020 es de 49.104 habitantes.
La ciudad está enclavada en el valle del Santa Bárbara, y es llamada "Jardín del Azuay" por sus bellezas naturales y expresiones culturales. Este lema se encuentra escrito por primera vez en las referencias de Joaquín Merizalde y Santisteban, en el año 1776. El 30 de diciembre de 2002, bajo el acuerdo N.º 4883, Gualaceo fue declarado como Patrimonio Cultural del Ecuador por el Ministerio de Educación, Cultura, Deportes y Recreación, al igual que el Instituto de Nacional de Patrimonio Cultural.
Por su situación, es un nudo de comunicaciones hacia el oriente ecuatoriano. Sus principales actividades son la agricultura, la artesanía y el turismo. La fiesta de cantonización se celebra el 25 de junio, y la fiesta del Patrón Santiago el 25 de julio. El alcalde para el período 2023 - 2027 es Marco Tapia.

## Toponimia
No se conoce con certeza la etimología del topónimo. Según crónicas, la palabra Gualaceo es una castellanización de los nombres "Gualashio", "Walashiu" o "Hualashiu". Se presume que éste fue el primigenio nombre del río, pero luego lo fue de toda la región.
Otra versión del origen del nombre está dado por las raíces "Hual" y "Ashiu" , que se traduce como "agua dormida", y por su parte, el cronista cuencano Víctor Manuel Albornoz traduce el vocablo como "río dormido". El Padre Julio María Matovelle, sostuvo que en esta zona existió una tribu llamada de los "Guayllacelas", del cual derivaría el nombre del pueblo. Por su lado, Max Uhele, traduce a los vocablos "Hual" o "Gual" como "agua"; ya que tiene la misma raíz de otros nombres de ríos como: Guayas, Guayllabamba, Gualel, Gualaquiza, entre otros.
Sin embargo, otros historiadores, como el Padre cuencano Jesús Arrizaga, manifiestan que el origen del nombre de este cantón se vincula con la tradición Cañari. De acuerdo con la leyenda que da cuenta del nacimiento del pueblo Cañari, se sostiene que Gualaceo proviene del vocablo cañari "Gualasseo". Esta, a su vez, se deriva de "Gual", que en lengua chibcha significa Guacamaya; y de "Aca", que en quichua significa maizal, planta sagrada de los Cañaris.
Las variantes históricas en la forma de la escritura son: Gua-laceo, en 1574; Gualaxeo, en 1647; Gualaxio, según Octavio Cordero Palacios; Gualasseo, en 1592; Gualazeo, en 1759, y es en los documentos de la independencia en donde aparece definitivamente como Gualaceo.

## Historia

### Origen en la mitología
Los orígenes de Gualaceo se entremezcla con leyendas y tradiciones que afirman que su población es descendiente de los Cañari. La leyenda de las Guacamayas cuenta el origen post dilúvico de este pueblo. En ella se relata que después de una gran tormenta que duró 40 días y 40 noches, los hermanos Antaorrupangui y Cusicayo lograron escapar con vida tras escalar al cerro Guacayñan o Fasayñán que significa "camino de llanto". Al pasar el peligro, los hermanos salieron de la cueva donde se refugiaban y retornaron a su hogar. Una vez que llegaron, encontraron panecillos de maíz y chicha. Intrigados decidieron investigar quién traía los alimentos; es así que, a la mañana siguiente descubrieron que dos guacamayas eran las responsables de llevar la comida. Las aves se transformaron en mujeres por la gracia del dios Viracocha. 
Según el mito, Cusicayo se casó con una de ellas, y su hermano falleció ahogado en una laguna. Cusicayo, al ver que su esposa no podía quedar embarazada, tomó a la otra mujer de concubina y tuvo varios hijos. La esposa estéril suplicó la ayuda de su madre kahan (serpiente) para poder concebir un hijo. Kahan se apiadó de ella y fue así que la mujer engendró a su primogénito Gualaco. Se cree que, tras su muerte, su cuerpo se convirtió en floridos maizales, que hoy forman parte de este cantón; y que su alma se transformó en el río, que los españoles bautizarían más adelante, Santa Bárbara.

### Etapa Precolonial 8000 AC a 1534 DC
Las culturas prehispánicas que habitaron los territorios de lo que hoy es la provincia del Azuay y Cañar son: Chobshi, Narrío, Pirincay, Cashaloma, Tacalshapa y Cañari. En el sector de Gualaceo se han hallado objetos como jarras y cántaros de las culturas Narrío, Pirincay y Cashaloma. Sin embargo, la evidencia más concreta que da cuenta de los asentamientos prehispánicos está relacionada con los cañaris, quienes posiblemente se sintieron atraídos por el clima templado, el suelo fértil y el río que lo atraviesa. A la vez, los registros indican que los cañaris se habían establecido en toda esta región para huir de la conquista inca de la ciudad de Tumipampa, en el último tercio del siglo XV. También se ha documentado evidencia de la presencia de cañaris en lo que ahora es el cantón Sigsig (Chobshi), las lomas de Toctesí (Tocteloma), San Juan (Payguará) y Chordeleg (Llaber ).

### Etapa Colonial e Independencia 1534 - 1824

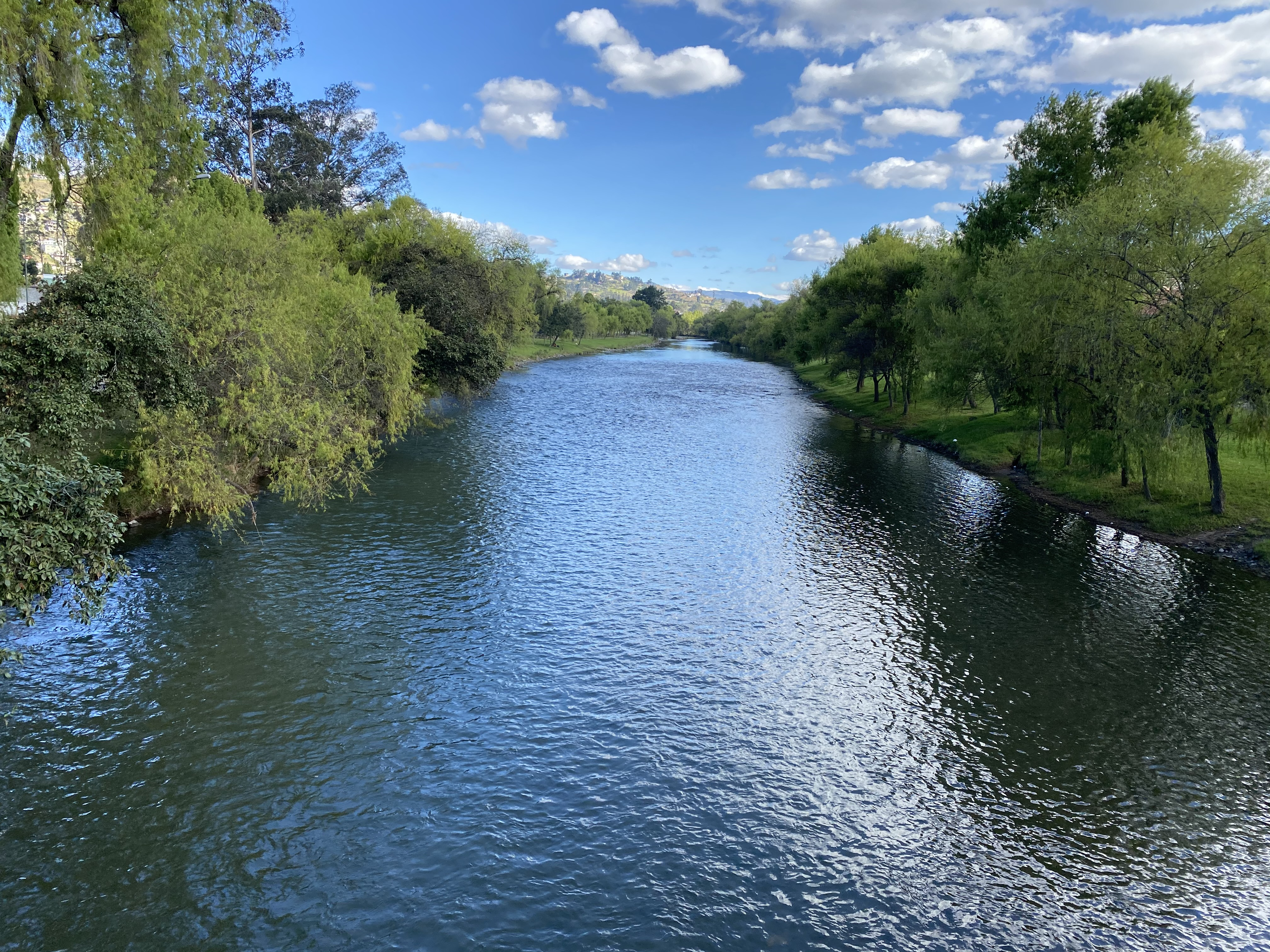
Río Santa Bárbara

El oro y la playa de las orillas del río Santa Bárbara, atrajo a los primeros españoles a esta zona. El primero en visitar este territorio fue Sebastián de Benalcázar, fundador de Quito, acompañado de otros españoles, que llegaron a la zona en abril de 1534. El capitán Rodrigo Núñez de Bonilla, nombrado encomendero de los cañaris por Francisco Pizarro, visitó el asentamiento minero el 18 de mayo de 1540.
Según crónicas del sacerdote Luis Benjamín Zamora, vicario de Gualaceo en la década de 1950, el primer cura doctrinero de Gualaceo en la época colonial fue Gómez de Tapia; y de acuerdo a los registros eclesiásticos, en 1547, él ya cumplía funciones pastorales en el asiento minero de Santa Bárbara. De esta forma, se puede evidenciar que Gualaceo nace como asentamiento hispano alrededor del año de 1540, y aunque fue una población minera, ya se perfilaba para ser un asentamiento estable.
El tercer Virrey del Perú, don Andrés Hurtado de Mendoza, encarga a Gil Ramírez Dávalos fundar una ciudad homónima a la de Cuenca de España. En un principio, Sebastián de Benalcázar proponen a Gualaceo como "Santa Ana de los Ríos" por sus cinco afluentes; no obstante, Gil Ramírez decide que será Tomebamba (Cuenca) la elegida. De esta forma, el 12 de abril de 1557 se realiza la fundación de la capital azuaya, y Gualaceo fue ascendido a parroquia eclesiástica de la recién fundada ciudad de Cuenca
Hasta 1820 las actuales provincias de Azuay y Cañar eran una sola provincia, y no existía cantones sino solo parroquias. El 3 de noviembre de 1820, Gualaceo se libera parcialmente del yugo español, y forma parte de la República de Cuenca con la Constitución emitida el 15 de noviembre, en la que participó el gualaceño Manuel Dávila Chica, dueño de la Hacienda de El Llano. En 1821, El comandante Tomás Heres divide esta provincia en cantones, nombrando comandantes, jefes políticos, regidores y alcaldes. En 1822, deja su título de parroquia eclesiástica para ser designada como cabecera de cantón del mismo nombre. Para el mismo año, el 22 de octubre, Simón Bolívar visitó Cuenca y Gualaceo como un gesto de agradecimiento a las poblaciones que participaron en las luchas independentistas.
Por autoridad del Senado y Cámara de Representantes de la República de Colombia reunidos en la ciudad de Bogotá el 25 de julio de 1824, Gualaceo fue erigido cantón. Un año más tarde, el 8 de agosto de 1825, pasó a ser nombrada Villa de la República de Colombia.

### Época Republicana

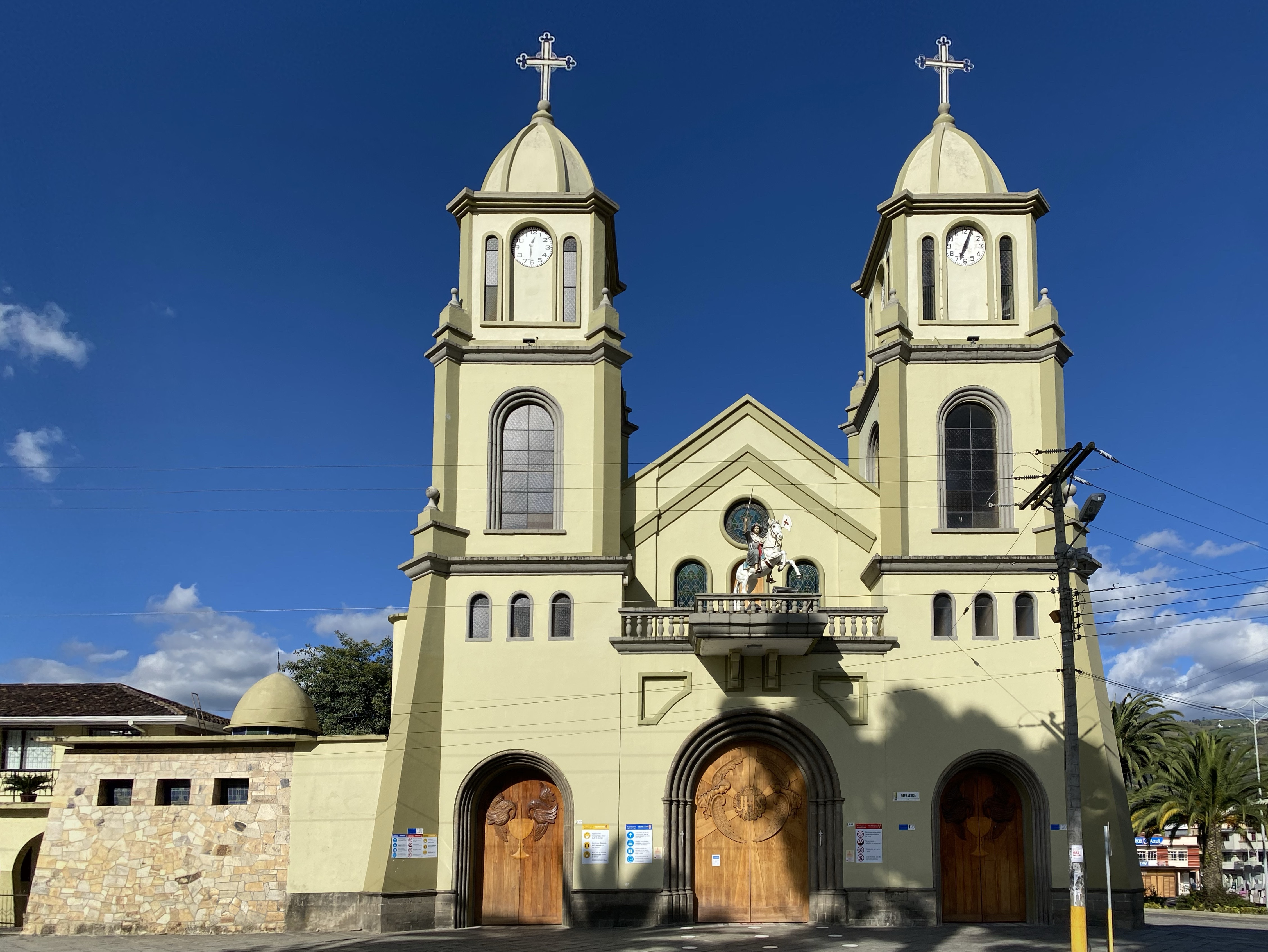
Iglesia matriz de Gualaceo

En la Primera Constituyente del Ecuador de 1830, se ratifica que la provincia del Azuay con su capital Cuenca, estará conformada por los cantones: Cuenca, Gualaceo, Cañar y Girón.
El centro urbano se fue consolidado alrededor de la iglesia matriz, y el segundo templo fue construidos en 1850, cuando el franciscano José Manuel Plaza era obispo de Cuenca. Cabe destacar que los españoles, durante los primeros años de su llegada, pusieron a Gualaceo bajo el patrocinio del apóstol Santiago, quien fue discípulo de Cristo y evangelizó la península ibérica. Poco después, los moradores identificaron a este santo de la Iglesia católica como el "Patrón Santiago".
El 26 de febrero de 1860 Paute se independizó del cantón Gualaceo, consolidándose como un nuevo cantón de la provincia del Azuay.

### Gualaceo en el -

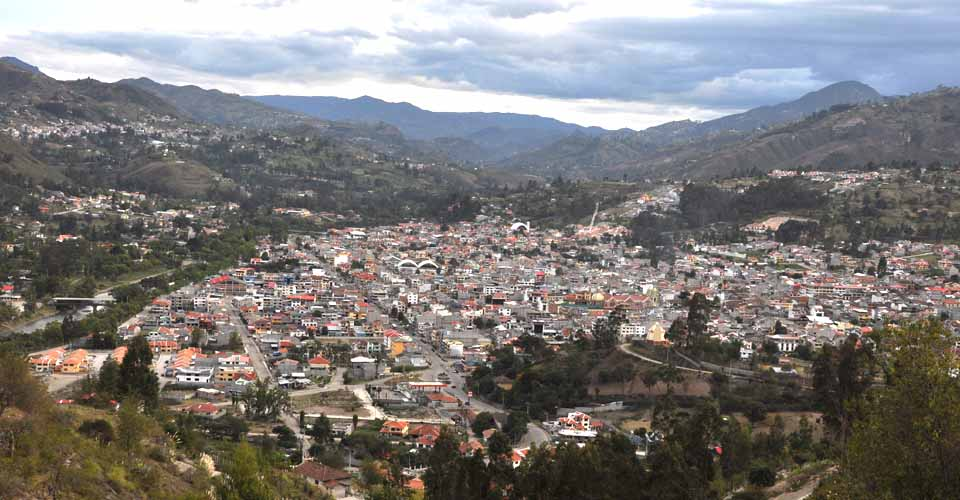
Vista desde una de las cadenas montañosas de la ciudad

### El incendio de 1922
El 20 de febrero de 1922, ocurrió un levantamiento del pueblo indígena de San Juan, quienes llegaron a la urbe y produjeron un incendio que acabó con los archivos históricos de la ciudad y de otros pueblos de la provincia. Esta es la razón por la cual existen pocos datos sobre la fundación de Gualaceo. El 9 de agosto del mismo año, el gobernador de la provincia, doctor Manuel María Borrero, reorganizó la administración municipal del cantón. Además, en conjunto con el jefe político del cantón, consejeros municipales y ciudadanos, decidieron dejar sentada la fecha de fundación el 25 de junio de 1924.

### Personajes relevantes

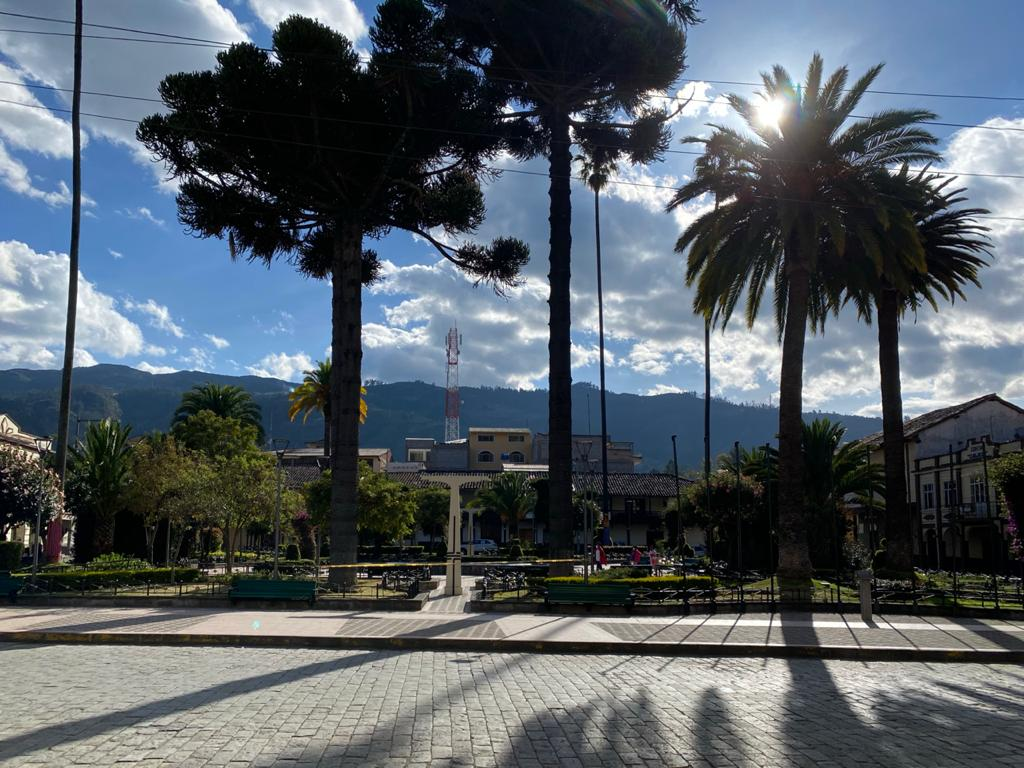
Parque Central de Gualaceo

Alrededor de los años 1930 y 1950, se construyó el Hotel Gualaceo, casa patrimonial de dos plantas que todavía sigue en pie; está ubicado en la esquina de las calles Luis Cordero y Dávila Chica. Su dueño era el señor Don Alberto Delgado Jaramillo, distinguido progresista de la época. En 1947, Fanny León Cordero, oriunda del cantón Gualaceo, se convierte en la primera mujer juez de la república del Ecuador.  

### Hitos Históricos
En 1992, el 15 de abril la parroquia Chordeleg se independizó del cantón Gualaceo, y se convirtió en cantón del Azuay. Al siguiente año, el 29 de marzo a las 12h00 aproximadamente, se desató el Desastre de La Josefina, situación que marcó un hito para la sociedad de Paute y Gualaceo. Este suceso incrementó el índice de pobreza, lo que a su vez provocó que la tasa de migración hacia los Estados Unidos también se eleve; siendo el Estado de New York el principal destino.
El de 2 de abril del año 2000 se crea el Equipo de Fútbol Gualaceños de Corazón, afiliado a la Asociación de Fútbol Profesional del Azuay. Sin embargo, con el fin de darle mayor identidad al equipo, con el tiempo cambia su nombre a Gualaceo Sporting Club. Participó en la Serie "B" del Campeonato Ecuatoriano de Fútbol el 12 de diciembre de 2014.

El 13 de octubre del año 2021, le ganó por 1-0 al Club Atlético Santo Domingo y tras el empate del Club Deportivo El Nacional el Gualaceo Sporting Club ascendió por primera vez en su historia a la Serie A de Ecuador 2022 siendo este el máximo logro deportivo de la ciudad del Jardín Azuayo, generando locura entre todos sus habitantes e hinchas del equipo.

## Patrimonio Cultural del Ecuador

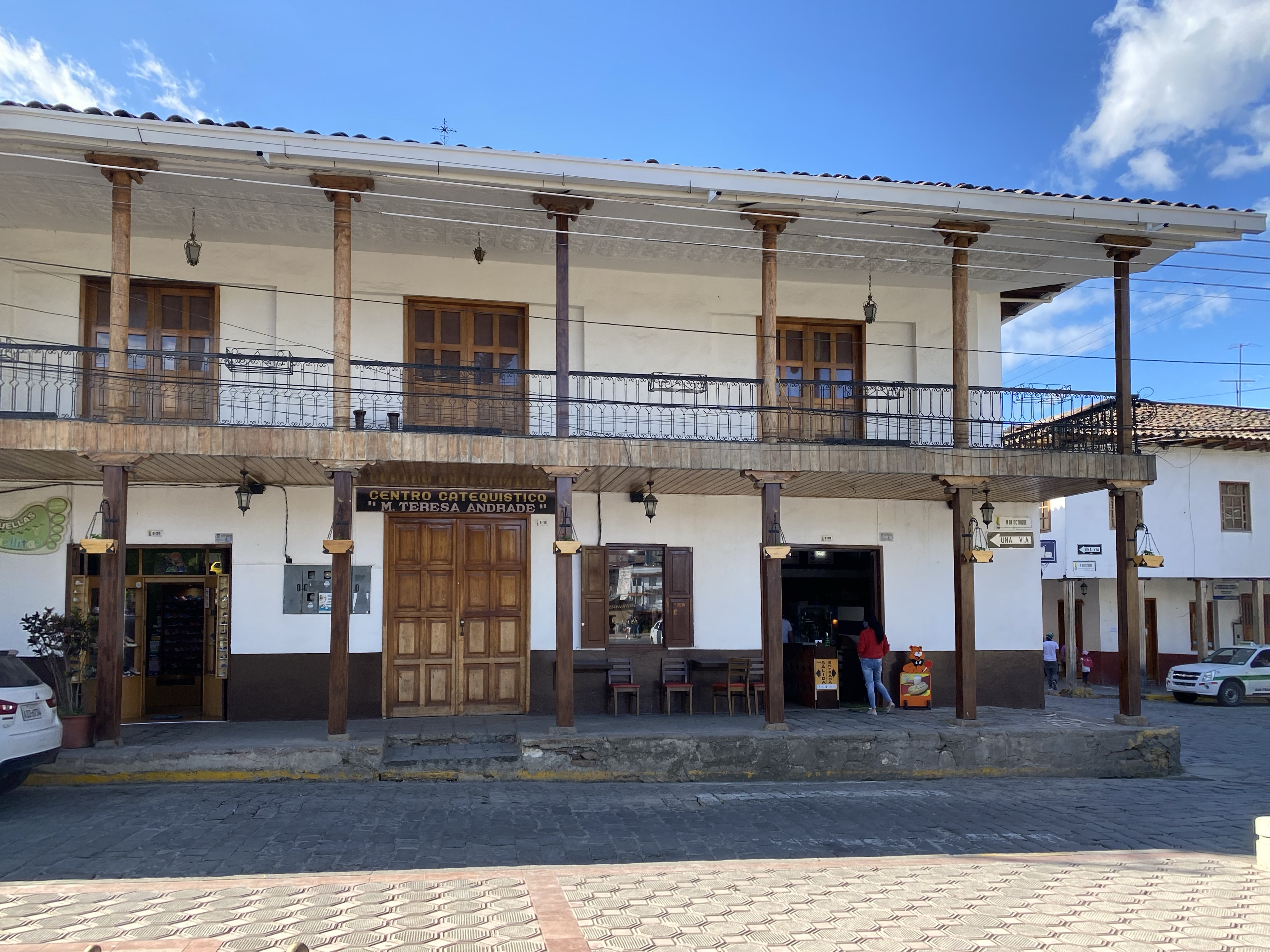
Casa patrimonial en el centro histórico de Gualaceo

El 30 de diciembre de 2002, el Ministerio de Educación, Cultura, Deportes y Recreación, al igual que el Instituto Nacional de Patrimonio Cultural, nombraron al centro histórico de Santiago de Gualaceo como Patrimonio Cultural de Ecuador. Dentro de la declaratoria constata que existen 176 edificaciones de valor cultural. Esto difiere con el primer inventario de edificaciones patrimoniales de Gualaceo en 1993; ya que en el informe de resultados se registraron 208 edificaciones, 203 dentro del área de estudio y 5 fuera de ella. Este análisis muestra que en sólo 8 años se destruyeron el 16% de las edificaciones de valor patrimonial para la ciudad, mientras que muchas de las existentes han sido modificadas en su interior.
El área ocupada por el centro histórico de la urbe se calcula ocho cuadras a la redonda de la plaza Central 10 de Agosto. Los espacios públicos y las calles tienen revestimiento de piedra andesita y adoquines prefabricados. Según las disposiciones de las Leyes de Indias, en la época colonial, el espacio urbano mantiene una forma de ordenamiento ortogonal; siendo la iglesia el punto referencial.  Las edificaciones más relevantes del patrimonio cultural intangible de Gualaceo son: la iglesia Matriz, el Acueducto, El calvario y el Hospital Moreno Vázquez. No obstante, la homogeneidad se ha ido rompiendo en los últimos años con la construcción de edificios de más de dos pisos y con un estilo arquitectónico que no se integra con la estética del centro histórico.

## Genealogía y Familias
Los principales apellidos de Gualaceo (Azuay, Ecuador) son:
- De Origen precolonial (Cañari o Inca): Lituma, Saquicela, Muycela, Cajamarca, Llivicura, Guaraca, Huaraca, Tacuri, Quichimbo, Guncay, Muy, Loja, Marca, Cando, Lucero, Maurat, Cajas, Nivelo, Macansela, Centeno, Guaraca, Huaraca, Zhunio, Curay, entre otros
- De Origen Euro-Asiático: Webster, Orellana, Jara, Espinoza, Galarza, Ulloa, Izquierdo, Rodríguez, Luzuriaga, Arízaga, Coronel, Vanegas, Molina, Guillén, Ríos, Blandín, Noritz, Delgado, Rodas, Cárdenas, Moreno, Vera, González, Coello, León, Sarmiento, Guillén, Seminario, Villa, Vázquez,  Dávila, Morales, Barros, etc.

## División política

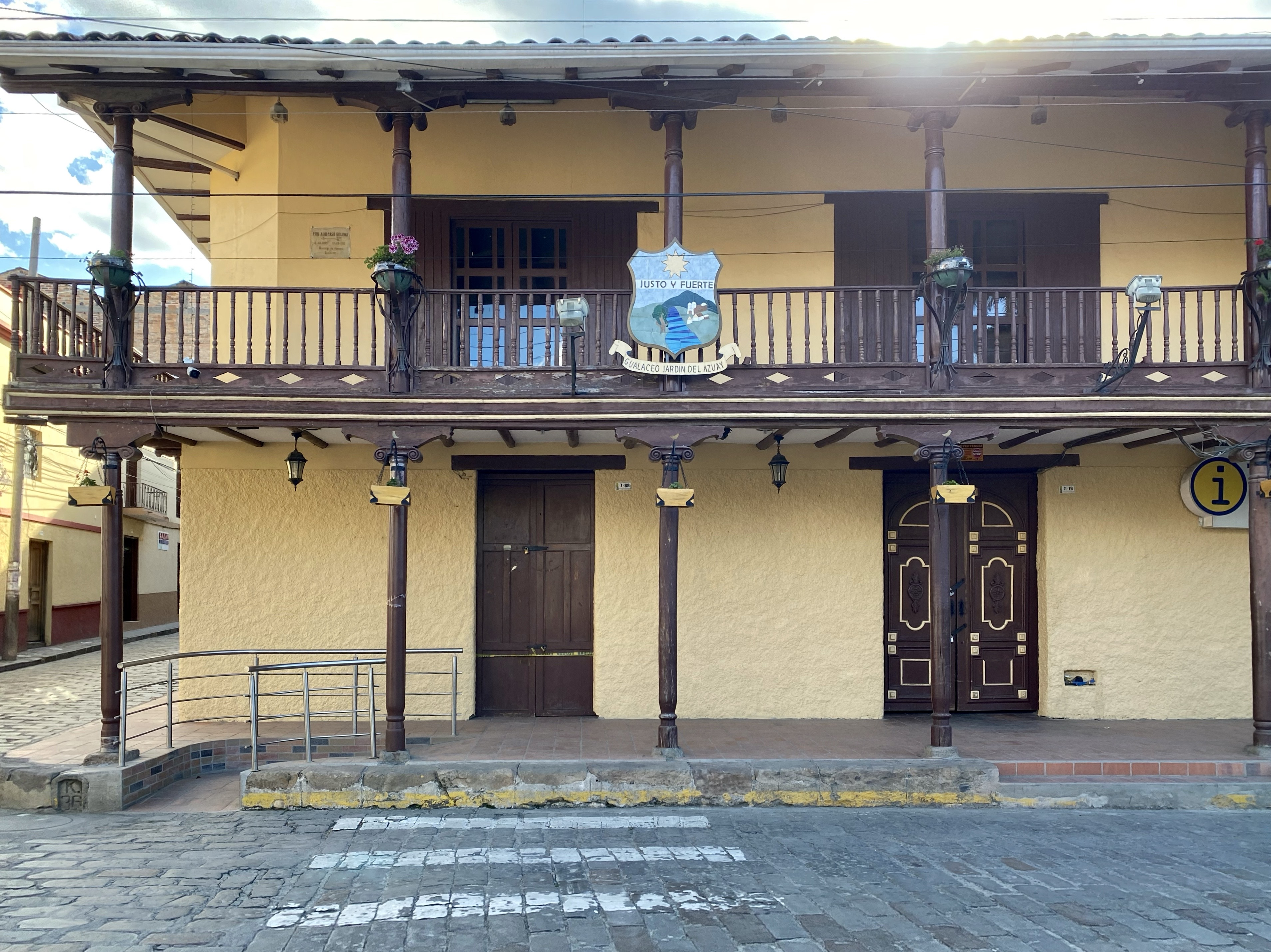
Municipio de Gualaceo

El Ecuador es una república unitaria y centralizada según la constitución Nacional de 2008. En ella queda expuesta que la división político-administrativa del país comprende de mayor a mejor jerarquía: provincias, cantones y parroquias que conforman los niveles de organización territorial de la república. 
La provincia es la división político administrativa de primer nivel, y actualmente Ecuador cuenta con 24 provincias en su totalidad. El cantón es la de segundo nivel, siendo 221 el total de estas entidades subnacionales. Estos cantones, a su vez, están subdivididos en parroquias que pueden clasificarse en urbanas y rurales. En el caso de Gualaceo, está conformado por ocho parroquias rurales y una urbana detalladas a continuación:
- Gualaceo: Es la zona con la densidad poblacional más alta con 2111 habitantes por kilómetro cuadrado, está compuesta por una única parroquia urbana del mismo nombre. Su población representa cerca del 50% de la población total del cantón.[21] El 30 de junio de 2011, el I. Consejo Cantonal de Gualaceo mediante ordenanza[22] resolvió la delimitación de veinticinco barrios urbanos en la cabecera cantonal, de la siguiente manera:

| Barrios urbanos de Gualaceo | Barrios urbanos de Gualaceo | Barrios urbanos de Gualaceo | Barrios urbanos de Gualaceo | Barrios urbanos de Gualaceo | Barrios urbanos de Gualaceo |
| --------------------------- | --------------------------- | --------------------------- | --------------------------- | --------------------------- | --------------------------- |
|                             | 1. Centro histórico         | 6. Llano Norte              | 11. El Estadio              | 16. Llampasay               | 21. Belén                   |
| 2. Simón Bolívar            | 7. Ayaloma                  | 12. El Arenal               | 17. Guazhalán               | 22. Nieves                  |                             |
| 3. Benigno Vázquez          | 8. Llano Alto               | 13. El Triunfo              | 18. Patúl Bajo              | 23. Chiquintur              |                             |
| 4. Cuenca                   | 9. Picay                    | 14. El Progreso             | 19. San Francisco           | 24. Parculoma               |                             |
| 5. Parque del Niño          | 10. El Chorro               | 15. Patúl                   | 20. Efraín Vázquez          | 25. Chicagüiña              |                             |

- Daniel Córdova Toral: la fiesta de parroquialización se celebra cada 5 de febrero con actos culturales, sociales y deportivos. Es un pueblo pequeño muy devotos a la fe católica. La fecha de mayor regocijo se vive entre el 19 al 23 de septiembre; ya que se celebra al Señor de los Milagros, santo al que veneran. En el ámbito laboral y económico, se dedican a la manufactura artesanal de chompas y cestería.[23]
- Jadán: sus habitantes se distinguen por poseer un profundo apego a las costumbres y tradiciones heredadas por los ancianos de la comunidad. Las autoridades cantonales han ejecutado programas destinados a la construcción de centros educativos y la protección de fuentes híbridas y bosques. Las principales celebraciones religiosas son en honor a santos de la fe católica como: San Andrés, San Pedro, San Pablo y el Señor de los Milagros.[24]
- Luis Cordero Vega: se elevó a parroquia el 22 de diciembre de 1993. Su cabecera parroquial es Laguan. La organización de sus habitantes ha sido destacada y ha permitido que sea la parroquia rural más importante del cantón. En este lugar se encuentra la planta de tratamiento de agua y el relleno sanitario de la ciudad.[25]
- Mariano Moreno: su cabecera cantonal es Callasay. La agricultura y ganadería son las actividades que sostienen la economía de esta comunidad. En lo agrícola se cultiva maíz y fréjol; aunque también predomina los árboles frutales como manzana, pera, durazno, entre otros. Por otra parte, la leche y sus derivados, como queso, se comercializa en los mercados de la parroquia urbana de Gualaceo. En el mes de enero se rinde homenaje de la Virgen de la Nube, y en junio celebran al Sagrado Corazón de Jesús, San Antonio y la Virgen del Perpetuo Socorro.[24]
- Remigio Crespo Toral: su cabecera parroquial es Gúlag y la fiesta central se celebra el 1 de febrero, conmemorando la parroquialización del lugar.[24]
- San Juan: es la parroquia más antigua del cantón, y las fiestas por su parroquialización se celebra el 24 de junio. Se caracteriza por tener un gran potencial turístico gracias a su cercanía al bosque de Aguarongo y la cascada de Taski.[24]
- Simón Bolívar: el Consejo Cantonal en las sesiones del 1 de agosto de 1994 y el 17 de julio de 1995 discutieron el estatus de la comunidad de Gañasol, a quienes finalmente les concedieron el estatus de parroquia del cantón el 29 de julio de 2006. Una de las principales fuentes de empleo está la confección de sombreros de paja toquilla; además de la agricultura, cuyos productos son vendidos en la parroquia urbana de Gualaceo.[25]
- Zhidmad: las fiesta más importante de esta parroquia es en la que rinden culto a San Miguel, cada 28 y 29 de septiembre. Los festejos se extienden por una semana y se realiza actos culturales y deportivos.[24]

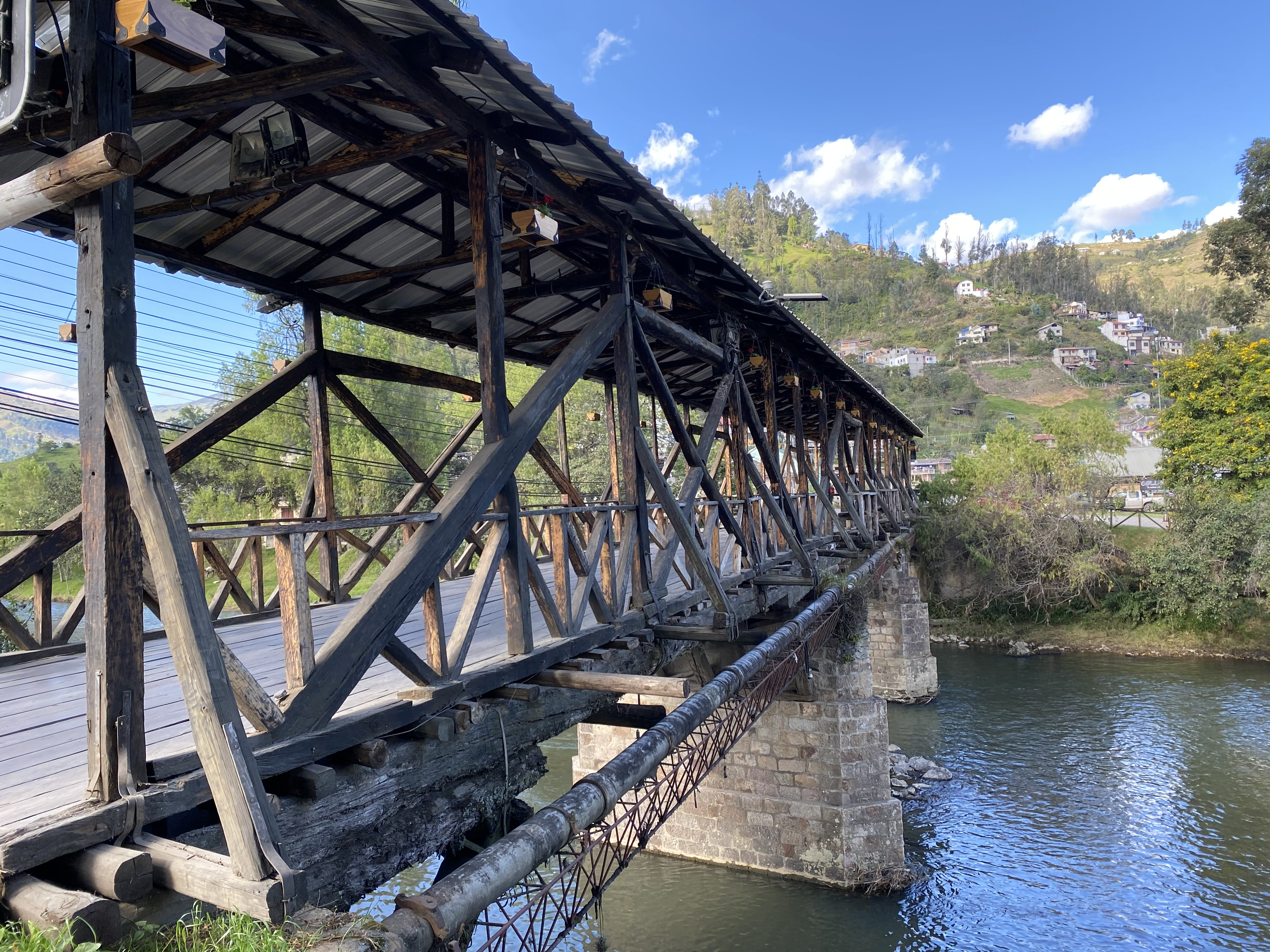
Puente Velasco Ibarra, Gualaceo

## Turismo
El mejor momento para visitar Gualaceo es durante sus fiestas de aniversario de cantonización en el mes de junio, el festival de carnaval del río, la celebración de Santiago Apóstol en el mes de julio, o durante el Festival del Durazno en el mes de marzo. En la ciudad existen varios parques y atractivos turísticos que se encuentran detallados a continuación:  
- Centro histórico (Patrimonio Cultural del Ecuador, INPC) 
- Iglesia matriz de Gualaceo

- Mercado 25 de Junio
- Antiguo Hospital Moreno Vásquez
- Puente Bimbambum
- Puente Velasco Ibarra
- Museo de la Vicaria de Gualaceo
- Museo López Abad

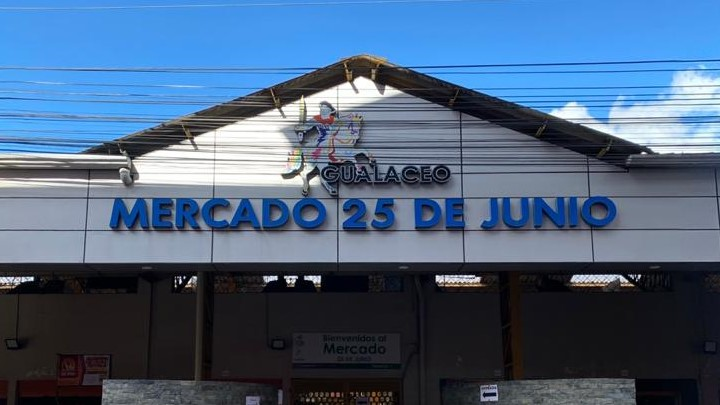
Mercado 25 de Junio

- Bosque Aguarongo (Parroquia Jadán)
- Bosque Collay (Uchucay, Parroquia Luis Cordero)

## Gastronomía

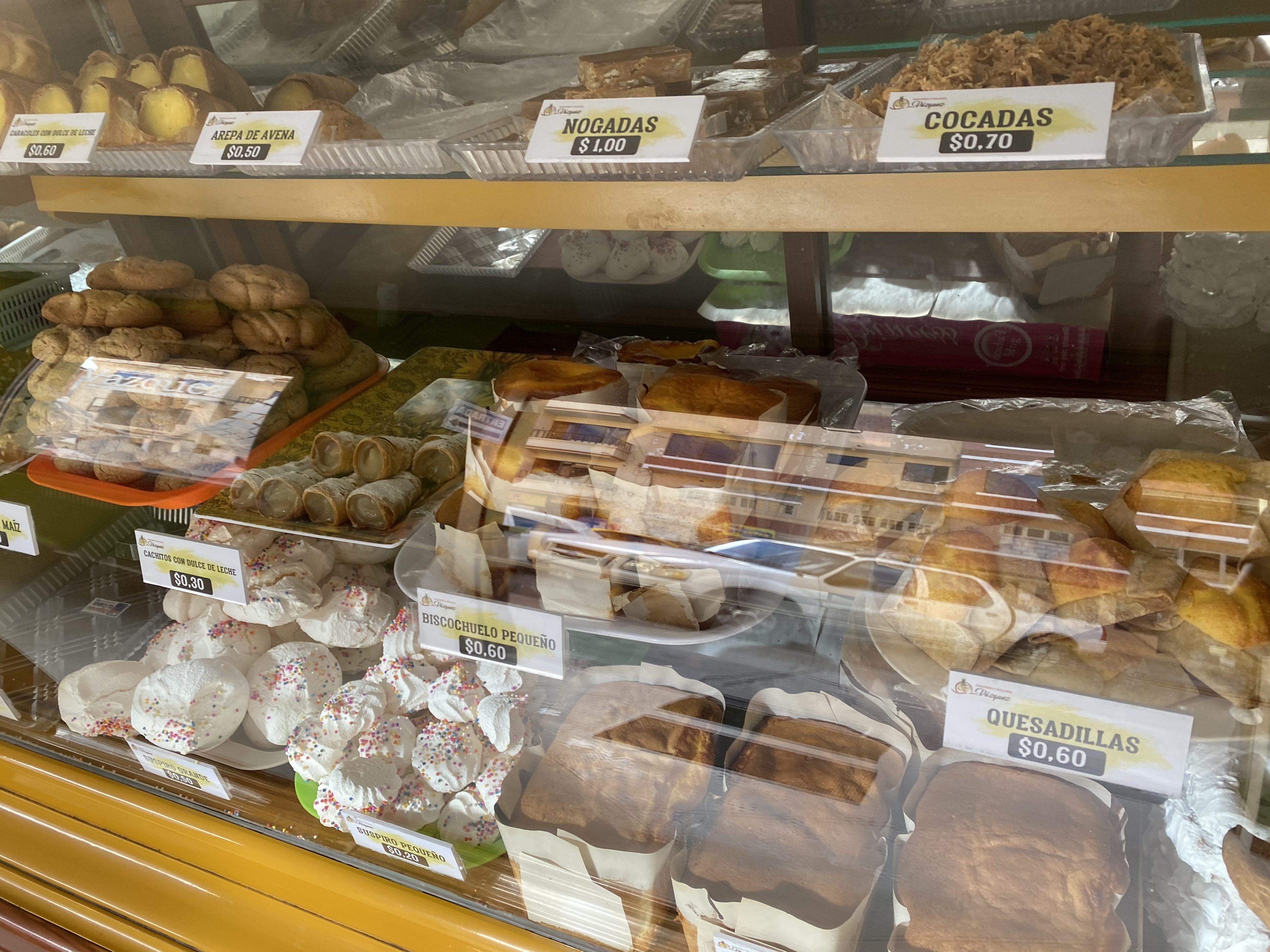
Dulces típicos de la gastronomía de Gualaceo

La gastronomía típica de Gualaceo es muy variada. Los dulces típicos y platillos son elaborados con ingredientes propios de la zona como el maíz y la papa. La tradición culinaria es un reflejo de la herencia indígena y española. A continuación se detallan alguno de ellos:
- Rosero: Esta bebida se elabora con maíz y frutas. El maíz es sometido a un proceso de lavado y molido finamente; se cocina para que tome la consistencia de una colada y se complementa con especias. El rosero es ofrecido en casi todas las panaderías y dulcerías ubicadas a lo largo de la avenida Jaime Roldós Aguilera. Generalmente se lo come con pan, roscas, bizcochuelos y quesadillas.[23]

- Morocho y Totillas: Se prepara a base de agua y especias como canela, anís, clavo de olor y el ishpingo, maicena y leche. Esta tradicional bebida se vende todos los días en el mercado 25 de junio de Gualaceo, y se la sirve caliente. El complemento ideal son las tortillas de maíz, trigo o choclo.[26]

## Actividades económicas productivas
Las principales actividades económicas productivas del cantón Gualaceo, según la población económicamente activa por rama de actividad son: agricultura, ganadería, silvicultura y pesca con el 28,48%; industrias manufactureras con el 19,87%; comercio al por mayor y menor con el 12,73% y la construcción con el 11,10%.

### Sector primario: sector agrícola y pecuario
La situación del sector agrícola y pecuario del cantón se evidencia en la información contenida en el censo agrícola nacional (2000) y en el estudio de Evaluación del Plan Estratégico Cantonal realizado por el Municipio de Gualaceo en el 2010. Los resultados de estos estudios muestran que la mayor concentración de hectáreas sembradas se encuentra en los cultivos Transitorios y Barbecho, con 562,95 y 155,13 hectáreas respectivamente. Otros usos del suelo son para el cultivo de pasto con 239 hectáreas. Respecto a los páramos y bosques que existen, estos representan el 75,04% de la superficie total del cantón; lo que ratifica su compromiso a la conservación del suelo. Cabe indicar que todos estos indicadores se derivan de la muestra de 12 920,58 hectáreas levantadas por el MAGAP en el 2012.

### Sector secundario: principales productos artesanales e industriales
Los principales productos que se elaboran en el cantón Gualaceo, conforme los datos del Censo Nacional Económico 2010, en el total de establecimientos existentes en la cabecera cantonal (310 locales) son: fabricación de calzado, 62 locales; fabricación de prendas de vestir excepto las de piel, 60 locales; fabricación de productos metálicos para uso estructural, 36 locales; elaboración de productos de panadería, 34 locales; fabricación de muebles, 34 locales; fabricación de productos metálicos, cemento y yeso, 18 locales; y fabricación de partes y piezas de carpintería para construcciones, 17 locales.